# Finale UEFA Champions League 2010
De UEFA Champions Leaguefinale van het seizoen 2009/10 is de achttiende finale in de geschiedenis van de Champions League. De wedstrijd vond plaats op 22 mei 2010 in het Estadio Santiago Bernabéu in Madrid. Het Duitse FC Bayern München nam het op tegen het Italiaanse Internazionale.
Bij het Bayern München van trainer Louis van Gaal speelden Mark van Bommel en Arjen Robben de volledige partij. Van Bommel was ook aanvoerder. Bij Internazionale stond Wesley Sneijder de hele wedstrijd op het veld. Hij werd achteraf door de supporters verkozen tot "Man of the Match". De UEFA verkoos dan weer doelpuntenmaker Diego Milito tot "Man of the Match".
Daniel Van Buyten speelde de hele wedstrijd en werd zo de eerste Belgische voetballer in de finale van de Champions League.

## Voorgeschiedenis

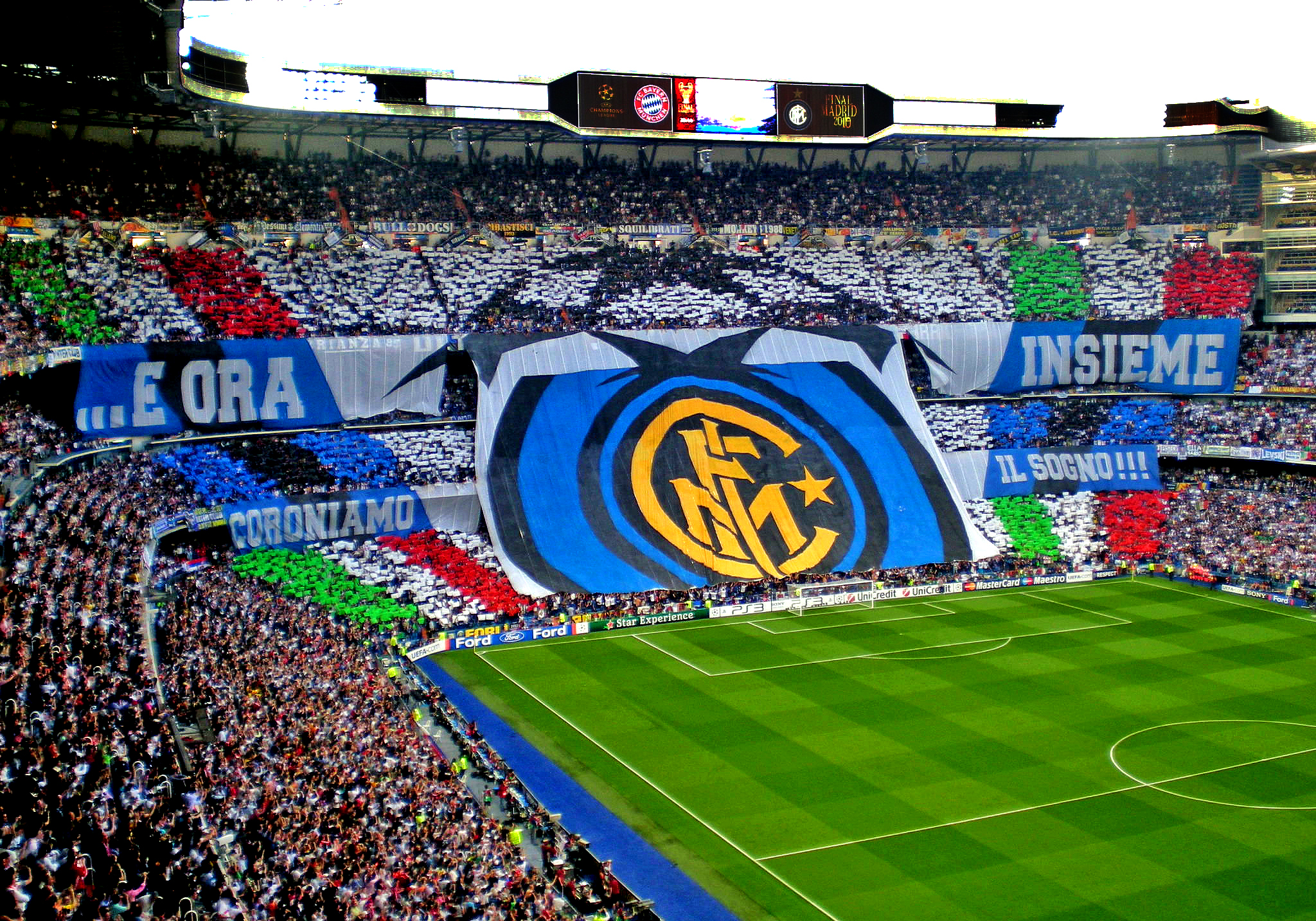
Een spandoek van de Italiaanse supporters.

Bayern München stond in 1999 al eens in de finale van de Champions League, maar verloor toen in extremis van Manchester United. In 2001 stond Bayern München opnieuw in de finale en won het van Valencia CF.
In 1988/89 schakelden Bayern München Internazionale uit in de 1/8 finale van de UEFA Cup. In 2006 zaten de twee clubs in dezelfde groep tijdens de groepsfase van de Champions League. Beide clubs konden zich toen plaatsen voor de volgende ronde.
Internazionale schakelde in de halve finale titelverdediger FC Barcelona uit na twee omstreden partijen. Het team onder leiding van trainer José Mourinho speelde erg verdedigend tegen het aanvallend ingestelde FC Barcelona, maar kon zo FC Barcelona wel onder controle houden. Er kwam na afloop veel kritiek op Mourinho en Internazionale, maar de Portugese trainer beschouwde het juist als een geweldige prestatie dat hij FC Barcelona uit de finale had gehouden.

## Openingsceremonie
Al een week voor de finale ging er in het Parque del Buen Retiro een festival ter ere van de Champions League van start. Voor de aftrap nam een ploeg met gewezen Spaanse voetballers het op tegen een selectie van gewezen Europese voetballers. De wedstrijd werd door Fox ook voor het eerst uitgezonden in de hele Verenigde Staten.

## Wedstrijddetails
|                           |                |                 |                |                                                                                               |
| 22 mei 2010 20:45 (UTC+2) | Bayern München | 0 – 2           | Internazionale | Estadio Santiago Bernabéu, Madrid Toeschouwers: 73.170 Scheidsrechter: Howard Webb (Engeland) |
| 22 mei 2010 20:45 (UTC+2) |                | 35', 70' Milito |                | Estadio Santiago Bernabéu, Madrid Toeschouwers: 73.170 Scheidsrechter: Howard Webb (Engeland) |

| Bayern | Inter |

| Bayern München: |    |                        |     |
|                 |    |                        |     |
| GK              | 22 | Hans-Jörg Butt         |     |
| RB              | 21 | Philipp Lahm           |     |
| CB              | 5  | Daniel Van Buyten      |     |
| CB              | 6  | Martín Demichelis      | 26' |
| LB              | 28 | Holger Badstuber       |     |
| CM              | 17 | Mark van Bommel        | 78' |
| CM              | 31 | Bastian Schweinsteiger |     |
| AM              | 25 | Thomas Müller          |     |
| RW              | 10 | Arjen Robben           |     |
| CF              | 11 | Ivica Olić             | 74' |
| LW              | 8  | Hamit Altıntop         | 63' |
| Wisselspelers:  |    |                        |     |
| GK              | 1  | Michael Rensing        |     |
| DF              | 13 | Andreas Görlitz        |     |
| DF              | 26 | Diego Contento         |     |
| MF              | 23 | Danijel Pranjić        |     |
| MF              | 44 | Anatoli Tymosjtsjoek   |     |
| FW              | 18 | Miroslav Klose         | 63' |
| FW              | 33 | Mario Gómez            | 74' |
| Coach:          |    |                        |     |
| Louis van Gaal  |    |                        |     |

| Internazionale: |    |                   |         |
|                 |    |                   |         |
| GK              | 12 | Júlio César       |         |
| RB              | 13 | Maicon            |         |
| CB              | 6  | Lúcio             |         |
| CB              | 25 | Walter Samuel     |         |
| LB              | 26 | Christian Chivu   | 30' 68' |
| CM              | 4  | Javier Zanetti    |         |
| CM              | 19 | Esteban Cambiasso |         |
| AM              | 10 | Wesley Sneijder   |         |
| RF              | 9  | Samuel Eto'o      |         |
| CF              | 22 | Diego Milito      | 90+2'   |
| LF              | 27 | Goran Pandev      | 79'     |
| Wisselspelers:  |    |                   |         |
| GK              | 1  | Francesco Toldo   |         |
| DF              | 2  | Iván Córdoba      |         |
| DF              | 23 | Marco Materazzi   | 90+2'   |
| MF              | 5  | Dejan Stanković   | 68'     |
| MF              | 11 | Sulley Muntari    | 79'     |
| MF              | 17 | McDonald Mariga   |         |
| FW              | 45 | Mario Balotelli   |         |
| Coach:          |    |                   |         |
| José Mourinho   |    |                   |         |